# Halle Marlioz
 (avril 2017).
Si vous disposez d'ouvrages ou d'articles de référence ou si vous connaissez des sites web de qualité traitant du thème abordé ici, merci de compléter l'article en donnant les références utiles à sa vérifiabilité et en les liant à la section « Notes et références ».
La Halle Marlioz est une salle multi-sport située dans le quartier Marlioz à Aix-les-Bains en France.
Elle peut accueillir de 1 100 à 1 800 spectateurs selon sa configuration.
C'est la salle qu'utilise principalement les établissements scolaires lycéé et collège Marlioz; et associations dont le club de basket de l'Aix Maurienne Savoie Basket qui évolue en Championnat de France de basket-ball de Pro B.
Les sports pratiqués sont le handball, le rink-hockey, le karaté, la danse, le volley, le basket, le tennis, l'athlétisme, le badminton, l'escrime et le tir à l'arc.

## Complexe
La halle Marlioz dispose :
- de 10 vestiaires
- d'une salle principale de réception
- d'une salle de musculation
- du foyer d'Aix Maurienne Savoie Basket
- des locaux administratif d'Aix Maurienne Savoie Basket
- de 5 terrains.

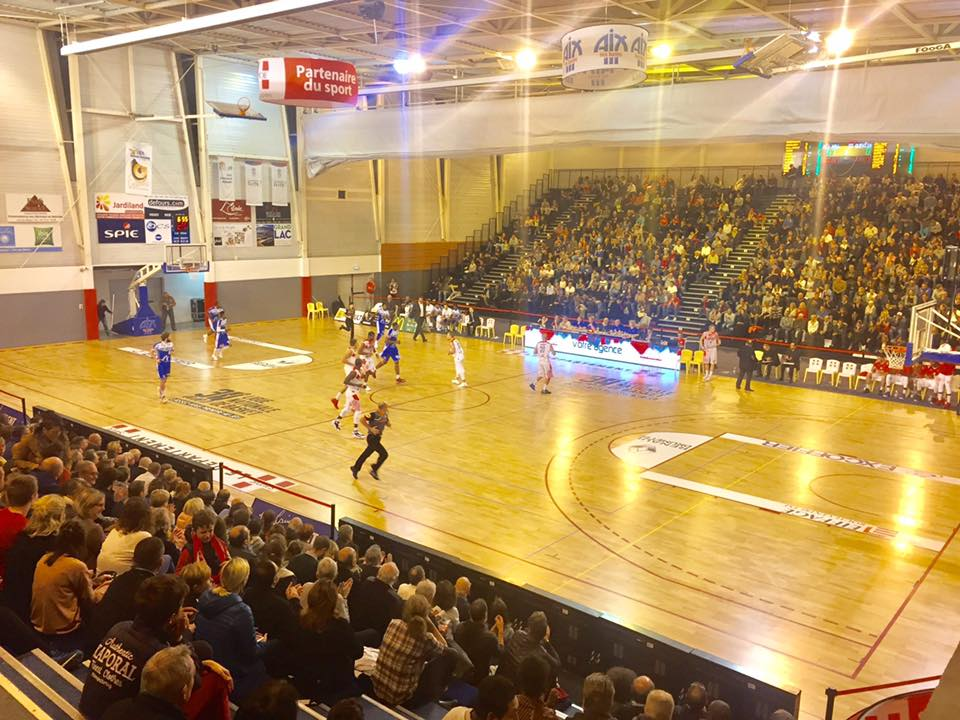
Matche de championnat de France de Pro B entre Aix Maurienne Basket et Chorale Roanne Basket à la halle Marlioz d'Aix-les-Bains en Savoie.
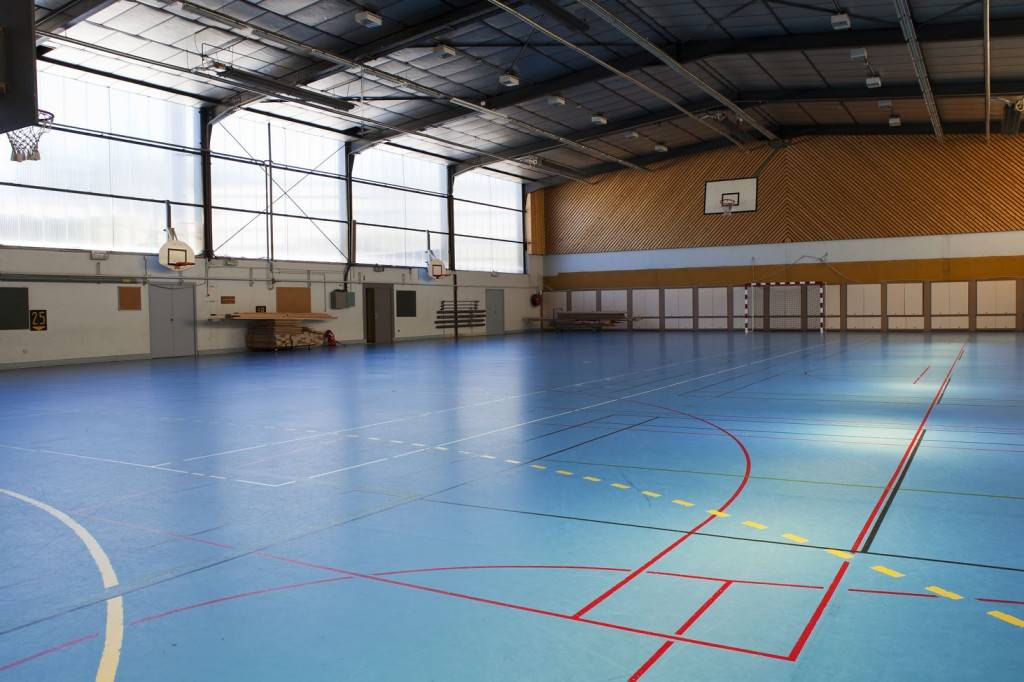
Terrain d'entrainement de handball de la Halle Marlioz
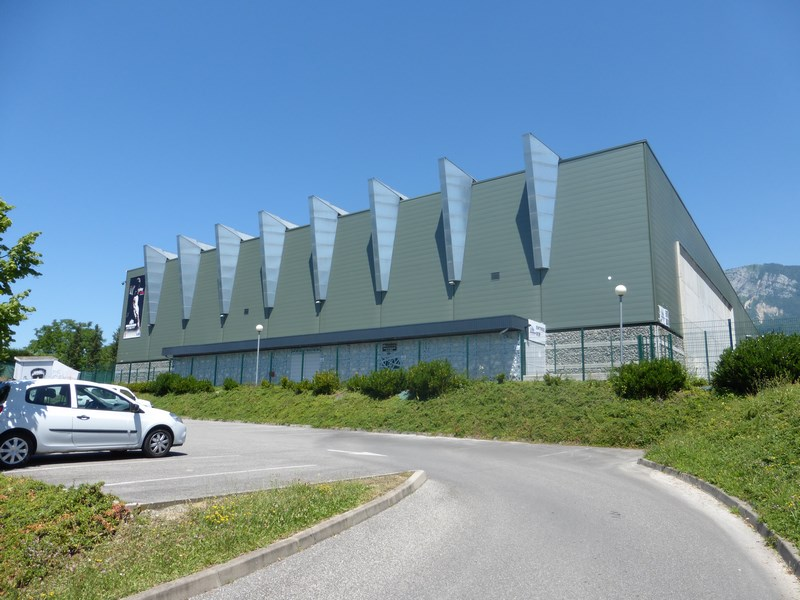
Vue de la Halle Marlioz d'Aix-les-Bains de l'extérieur